# KNN 정보센터
《KNN 정보센터》(KNN INFORMATION CENTER)는 KNN TV에서 평일 오전 10시 10분에 방송했던 아침 뉴스 정보 프로그램이다.

## 개요
KNN의 2023년 2월 개편으로 2023년 2월 6일부터 KNN 뉴스와 생활경제의 코너들이 분리되어 평일 오전 10시 10분에 신설되었으며, 2024년 12월 20일에 종영되면서 KNN 뉴스와 생활경제에 다시 흡수되었다.

## 방송 시간
| 방송 채널 | 방송 기간                         | 방송 시간                              |
| --------- | --------------------------------- | -------------------------------------- |
| KNN       | 2023년 2월 6일 ~ 2024년 12월 20일 | 평일 오전 10시 10분 ~ 10시 30분 (20분) |

## MC
| 대수 | 진행자             | 진행 기간                         | 비고  |
| ---- | ------------------ | --------------------------------- | ----- |
| 1대  | 박경익 아나운서    | 2023년 2월 6일 ~ 2023년 12월 29일 | [ 1 ] |
| 2대  | 이상철 前 아나운서 | 2024년 1월 2일 ~ 2024년 4월 11일  |       |
| 3대  | 김다롬 아나운서    | 2024년 4월 12일 ~ 2024년 5월 3일  |       |
| 4대  | 오주호 아나운서    | 2024년 5월 7일 ~ 2024년 12월 20일 | [ 3 ] |

## 코너

### 오늘의 이슈
헤드라인 코너.

### 핫이슈 클릭
요일별 이슈 코너.
- 월요일 : 화제의 영상
- 화요일 : 연예가소식
- 수요일 : 아트 앤 컬쳐
- 목요일 : 블랙박스
- 금요일 : 주말 극장가

### 인물 포커스
인터뷰 코너. 전성호 편집부장, 구형모 보도국장, 송원재 서울본부 취재부장이 번갈아가며 진행한다.

### 건강 365
건강 코너. 김혜민 아나운서가 진행한다.

### 오늘의 책
오늘의 책을 1권씩 소개하는 코너.

## 타이틀 변천사
현재 타이틀은 2023년 2월 6일을 기준으로 한다.
| 기수 | 프로그램 타이틀 | 방송 기간                         |
| ---- | --------------- | --------------------------------- |
| 1기  | KNN 정보센터    | 2023년 2월 6일 ~ 2024년 12월 20일 |

## 결방
- 2024년 2월 12일 : 오전 9시 20분부터 《특집 다큐 성각 스님 산은 산 물은 물 깨달음의 여정 (재방송)》, 오전 10시 20분부터 SBS TV 《설날 특집 골 때리는 그녀들, 골림픽 (2부) (재방송)》 편성으로 인해 결방
- 2024년 2월 20일 : SBS TV 《중계 방송 국회 교섭 단체 대표 연설 - 더불어민주당》 편성으로 인해 결방
- 2024년 2월 21일 : SBS TV 《중계 방송 국회 교섭 단체 대표 연설 - 국민의힘》 편성으로 인해 결방
- 2024년 2월 22일 : SBS TV 《중계 방송 제22대 국회의원 선거 공직 선거 정책 토론회》 편성으로 인해 결방